# Limington
Limington ist eine Town im York County im US-Bundesstaat Maine. Im Jahr 2020 lebten dort 3892 Einwohner in 1724 Haushalten auf einer Fläche von 112,12 km².

## Geographie
Nach dem United States Census Bureau hat Limington eine Gesamtfläche von 112,12 km², von der 108,57 km² Land sind und 3,55 km² aus Gewässern bestehen.

### Geographische Lage
Limington liegt im Nordosten des York Countys und grenzt an das Cumberland County. Der Saco River fließt in südlicher Richtung entlang der östlichen Grenze des Gebietes und der Little Ossipee River in östlicher Richtung. Er mündet in den Saco River. Im Norden des Gebiets befinden sich der Home Pond sowie im Osten der weitverzweigte Wards Pond. Das Gelände ist eher eben, die höchste Erhebung ist der 365 m hohe Sawyer Mountain.

### Nachbargemeinden
Alle Entfernungen sind als Luftlinien zwischen den offiziellen Koordinaten der Orte aus der Volkszählung 2010 angegeben.
- Norden: Baldwin, Cumberland County, 5,8 km
- Osten: Standish, Cumberland County, 13,5 km
- Südosten: Hollis, 14,6 km
- Westen: Waterboro, 15,5 km
- Nordwesten: Cornish, 8,9 km

### Stadtgliederung
In Limington gibt es mehrere Siedlungsgebiete: East Limington, Limington, Nasons Mills, North Limington, Rapids, South Limington und West Limington.

### Klima
Die mittlere Durchschnittstemperatur in Limington liegt zwischen −7,8 °C (18 °F) im Januar und 20,6 °C (69 °F) im Juli. Damit ist der Ort gegenüber dem langjährigen Mittel der USA um etwa 9 Grad kühler. Die Schneefälle zwischen Oktober und Mai liegen mit bis zu zweieinhalb Metern mehr als doppelt so hoch wie die mittlere Schneehöhe in den USA; die tägliche Sonnenscheindauer liegt am unteren Rand des Wertespektrums der USA.

## Geschichte
Limington wurde am 9. Februar 1792 als Town organisiert. Zuvor wurde das Gebiet als Little Ossipee Plantation organisiert. Im Jahr 1798 wurde Land von Falls Plantation, heute Hollis, hinzugenommen und ein Gebiet, welches als Emery’s Corner bekannt ist, wurde an Limerick im Jahr 1870 abgegeben.
Als erster dauerhafter europäischer Siedler ließ sich Deacon Amos Chase im Jahr 1773 in dem Gebiet nieder. Es folgten Ezra Davis und Jonathan Boothby im Jahr 1774. Rev. Robert Boodey kam 1772 nach Limington und wurde später zu einem der ersten offiziellen Verantwortlichen der Town. Eine Gemeinde der First Congregational Church wurde 1789 gegründet und die erste Kirche im Jahr 1793 erbaut. Die Limington Academy wurde 1848 eingerichtet. Sie wurde durch Arthur und James McArthur, Rev. J. H. Garmon, Dr. Samuel M. Bradbury, Gideon L. Moody und Isaac L. Mitchell gegründet. Eröffnet wurde sie im Jahr 1851 im Schulhaus der Town, danach zog sie in das Gebäude der Freimaurer. Erst im Jahr 1854 wurde ein eigenes Gebäude für die Limington Academy fertiggestellt. Ein neues Gebäude für die Verwaltung der Town ersetzte nach 200 Jahren die alte Town Hall.

### Einwohnerentwicklung
| Volkszählungsergebnisse – Town of Limington, Maine | Volkszählungsergebnisse – Town of Limington, Maine | Volkszählungsergebnisse – Town of Limington, Maine | Volkszählungsergebnisse – Town of Limington, Maine | Volkszählungsergebnisse – Town of Limington, Maine | Volkszählungsergebnisse – Town of Limington, Maine | Volkszählungsergebnisse – Town of Limington, Maine | Volkszählungsergebnisse – Town of Limington, Maine | Volkszählungsergebnisse – Town of Limington, Maine | Volkszählungsergebnisse – Town of Limington, Maine | Volkszählungsergebnisse – Town of Limington, Maine |
| Jahr                                               | 1800                                               | 1810                                               | 1820                                               | 1830                                               | 1840                                               | 1850                                               | 1860                                               | 1870                                               | 1880                                               | 1890                                               |
| -------------------------------------------------- | -------------------------------------------------- | -------------------------------------------------- | -------------------------------------------------- | -------------------------------------------------- | -------------------------------------------------- | -------------------------------------------------- | -------------------------------------------------- | -------------------------------------------------- | -------------------------------------------------- | -------------------------------------------------- |
| Einwohner                                          | 1323                                               | 1774                                               | 2122                                               | 2317                                               | 2210                                               | 2116                                               | 2004                                               | 1630                                               | 1431                                               | 1092                                               |
| Jahr                                               | 1900                                               | 1910                                               | 1920                                               | 1930                                               | 1940                                               | 1950                                               | 1960                                               | 1970                                               | 1980                                               | 1990                                               |
| Einwohner                                          | 1001                                               | 980                                                | 803                                                | 747                                                | 864                                                | 851                                                | 839                                                | 1066                                               | 2203                                               | 2796                                               |
| Jahr                                               | 2000                                               | 2010                                               | 2020                                               | 2030                                               | 2040                                               | 2050                                               | 2060                                               | 2070                                               | 2080                                               | 2090                                               |
| Einwohner                                          | 3403                                               | 3713                                               | 3892                                               |                                                    |                                                    |                                                    |                                                    |                                                    |                                                    |                                                    |

## Kultur und Sehenswürdigkeiten

### Bauwerke
In Limington wurde ein Bauwerk unter Denkmalschutz gestellt und ins National Register of Historic Places aufgenommen.
- Capt. Josiah E. Chase Octagon House, 1987 unter der Register-Nr. 87000431.[10]

## Wirtschaft und Infrastruktur

### Verkehr
Die Maine State Route 25 verbindet Limington mit Standish im Osten und Cornish im Westen. Von ihr zweigt in südliche Richtung die Maine State Route 117 ab. Sie wird von der Maine State Route 11 gekreuzt.
Limington besitzt mit dem Limington-Harmon Airport einen Flughafen für die allgemeine Luftfahrt. Der Flughafen verfügt über einen Hangar für mehrere einmotorige Flugzeuge.

### Öffentliche Einrichtungen
In Limington gibt es keine medizinischen Einrichtungen. Die nächstgelegenen befinden sich in Gorham.
In Limington befindet sich die Davis Memorial Library in der Cape Road.

### Bildung
Limington gehört mit Buxton, Frye Island, Hollis und Standish zum Maine School Administrative District 6.
Im Distrikt werden folgende Schulen angeboten:
- Bonny Eagle High School in Standish
- Bonny Eagle Middle School in Buxton
- Buxton Center Elementary School in Buxton
- Edna Libby Elementary School in Standish
- George E Jack School in Standish
- H B Emery Junior Memorial School in Limington
- Hollis Elementary School in Hollis
- Steep Falls Elementary School in Standish

## Persönlichkeiten

### Söhne und Töchter der Stadt
- William B. Small (1817–1878), Politiker
- Frank S. Black (1853–1913), Politiker